# Talagabodas
Talagabodas (Indonesisch: Gunung Talagabodas) is een stratovulkaan op het Indonesische eiland Java in de provincie West-Java.